# کریستین بیکل
کریستین بیکل (انگلیسی: Christian Bickel؛ زادهٔ ۲۷ ژانویهٔ ۱۹۹۱) بازیکن فوتبال اهل آلمان است.
از باشگاه‌هایی که در آن بازی کرده‌است می‌توان به باشگاه فوتبال پادربورن، باشگاه فوتبال یان رگنسبورگ، باشگاه فوتبال هانزا روستوک، باشگاه فوتبال فرایبورگ، و باشگاه فوتبال انرژی کوتبوس اشاره کرد.
وی همچنین در تیم ملی فوتبال جوانان آلمان بازی کرده‌است.